# Aithalides
Aithalides (altgriechisch Αἰθαλίδης Aithalídēs, lateinisch Aethalides) ist eine Figur der griechischen Mythologie.

## Mythos
Aithalides ist der Sohn des Hermes und der Eupolemeia, einer Tochter des Myrmidon, die aus der Phthiotis stammte. Er nimmt an der Fahrt der Argonauten teil, denen er als Herold dient. Außerdem ist er ein begabter Bogenschütze. Als die Argonauten Lemnos erreichen, gelingt es Aithalides, den Inselbewohnerinnen die Erlaubnis abzuringen, dort die Nacht verbringen zu dürfen.
Von seinem Vater wurde Aithalides mit einem unfehlbaren Gedächtnis ausgestattet und besitzt sogar die Gabe, sich auch nach dem Überqueren des Flusses Lethe, das normalerweise alle Menschen beim Eintritt in die Unterwelt ihr Leben vergessen lässt, an alles zu erinnern. Deshalb wird ihm gewährt, die Hälfte der Zeit in der Welt der Lebenden zu verbringen.

## Rezeption durch die Pythagoreer
Der Mythos von Aithalides spielte eine wichtige Rolle in der Seelenlehre der Pythagoreer, die daraus folgerten, dass sich die unsterbliche Seele des Aithalides auch an ihre früheren Reinkarnationen erinnern müsse. Pythagoras selbst soll behauptet haben, er sei eine Reinkarnation des Aithalides.